# 大鱗黑線鰶
大鱗黑線鰶（学名：Atrilinea macrolepis）为輻鰭魚綱鯉形目鯝科的其中一種，被IUCN列為極危保育類動物，分布於亞洲中國漢水的堵河上游，本魚身體細長而側扁，沒有龍骨脊，沒有觸鬚；鱗片大，側線完整，向下彎曲的低而且有不明顯的黑色條紋。背鰭硬棘3枚；背鰭軟條7枚；臀鰭硬棘2枚；臀鰭軟條12枚；脊椎骨39個，體長可達10公分。